# یاکوزا ایشین
«یاکوزا ایشین» (انگلیسی: Yakuza Ishin)، ریو گا گوتوکو ایشین (انگلیسی: Ryū ga Gotoku Ishin!)، یک بازی ویدئویی در سبک جهان باز است که توسط سگا و در سال ۲۰۱۴ و در پلت‌فرم پلی‌استیشن ۴ منتشر شده است.